# ألكسندروس يبسيلانتيس
ألكسندروس يبسيلانتيس (باليونانية: Αλέξανδρος Υψηλάντης)؛ (بالرومانية: Alexandru Ipsilanti)؛ (الروسية: Александр Константинович Ипсиланти Aleksandr Konstantinovich Ipsilanti)؛ (12 ديسمبر 1792  – 31 يناير 1828) كان سياسيًا قوميًا يونانيًا وعضوٌ في عائلة يونان الفنار البارزة، وأمير إمارة الدانوب، وضابطًا كبيرًا في سلاح الفرسان الإمبراطوري الروسي خلال الحروب النابليونية، وزعيم المجتمع الودي، وهي منظمة سرية نسقت بداية حرب الاستقلال اليونانية ضد الدولة العثمانية.

## النشأة
تنحدر عائلة يبسيلانتيس من السكان اليونانيين البنطيين في طرابزون. وُلِد في 12 ديسمبر 1792 في القسطنطينية، عاصمة الدولة العثمانية، وهو الأكبر من بين ثلاثة أشقاء (الآخرون هم نيكولاس وديمتريوس). كان والده قسطنطين يبسيلانتيس وجده ألكسندر كانا ينشطان في الإدارة العثمانية ومتعلمين تعليمًا عاليًا، ولكل منها نصيب من الخدمة على شكل ترجمان في بلاط السلطان وكانا هوسبودار لإمارات الدانوب. كانت والدته إليزابيتا فوتشوريسكو عضوةٌ في عائلة فوتشوريسكو.

## الخدمة العسكرية الروسية

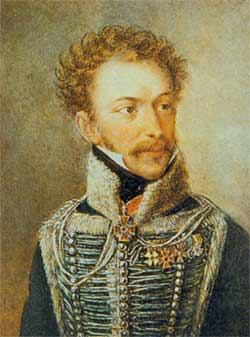
يبسيلانتيس في زي ضابط كبير في سلاح الفرسان الروس، 1810.

مع اندلاع الحرب التركية الروسية عام 1805، هرب والده مع عائلته إلى الإمبراطورية الروسية. تلقى ألسكندر الصغير تعليمًا شاملًا، وأصبح يجيد الروسية والفرنسية والألمانية والرومانية. وفي سن الخامسة عشر، تم تقديمه إلى البلاط الروسي، حيث أصبح تحت رعاية الإمبراطورة ماريا فيودوروفنا.

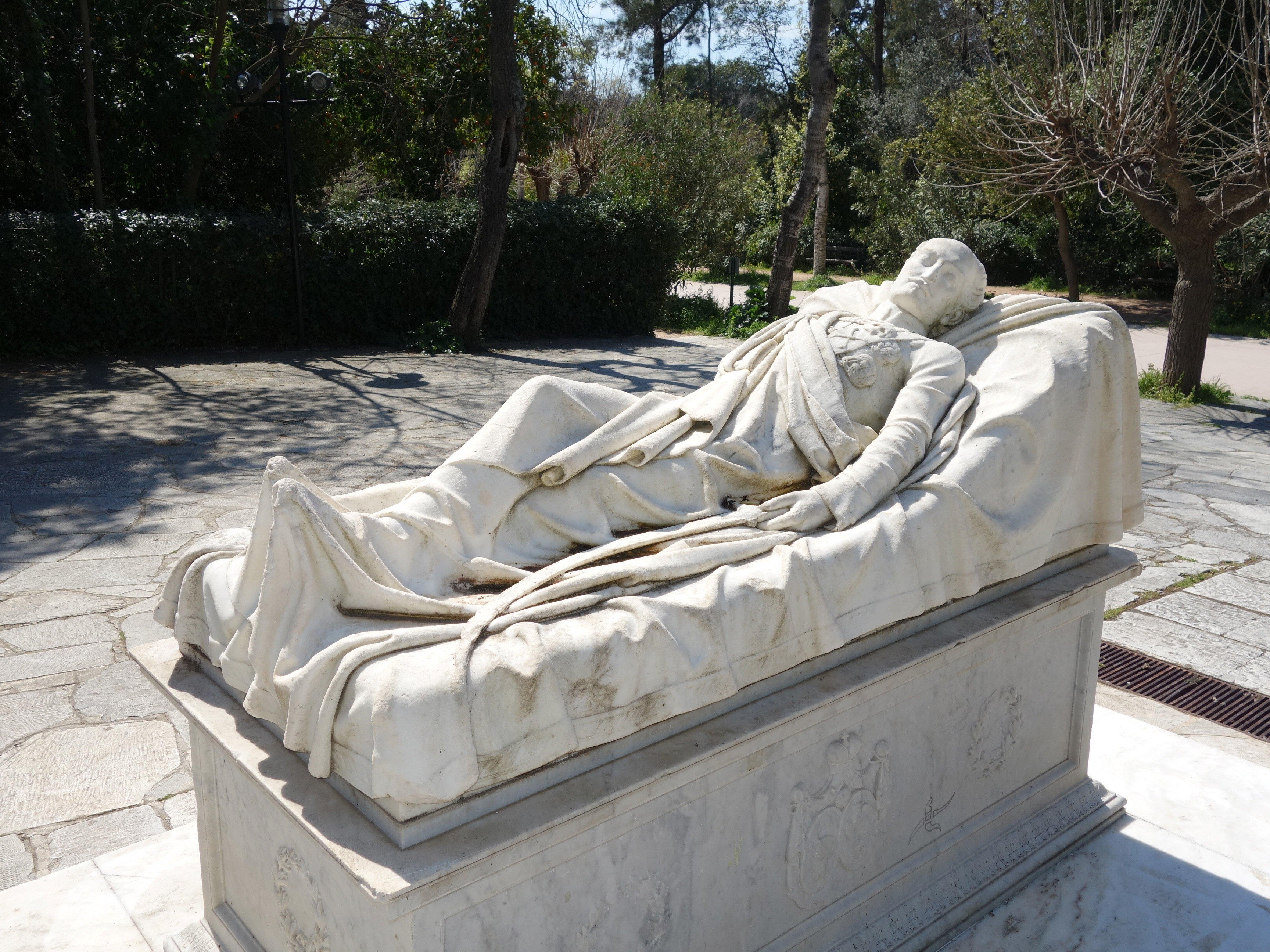
نصب ألكسندروس يبسيلانتيس، الذي يحتوي على عظامه، من قبل ليونيداس دروسيس، بيديون تو أريوس في أثينا، 1869

في 12 أبريل 1808، التحق بلجنة في فوج الحرس الخيالة المرموق برتبة بوق. لقد ترقى بسرعة في الرتب، تمت ترقيته إلى ملازم أول في 27 سبتمبر 1810 وStabs- رخيتمستار يوم 18 أكتوبر من نفس العام. وخلال الغزو الفرنسي لروسيا، قاتل في معارك Klyastitsy وبولوتسك. تمت ترقيته إلى رتبة ريتميستر الكاملة (القبطان) في 20 فبراير 1813، وشارك في معركة باوتسن. في 6 يوليو، تم نقله إلى فوج Klyastitsy Hussar السادس كمقدم، وشارك مع وحدته الجديدة في معركة دريسدن، حيث مزقت ذراعه اليمنى بقذيفة.
ومع أنه تمت ترقيته على الفور إلى رتبة عقيد كامل، إلا أن هذا يعني أن يبسيلانتيس لن يتمكن من رؤية العمل مرة أخرى. ومع ذلك، فقد حضر مؤتمر فيينا، حيث كان شخصية مشهورة في المجتمع (انظر Auguste Louis Charles La Garde de Chambonas ، Souvenirs)، وحصل على تعاطف القيصر ألكسندر الأول، الذي عينه مساعدًا له في 1 يناير 1816. وفي أواخر عام 1817، وفي سن الخامسة والعشرين، أصبح لواءً وقائدًا للواء الأول من فرسان فرقة الفرسان الأولى.

## الاستعدادات لانتفاضة اليونان

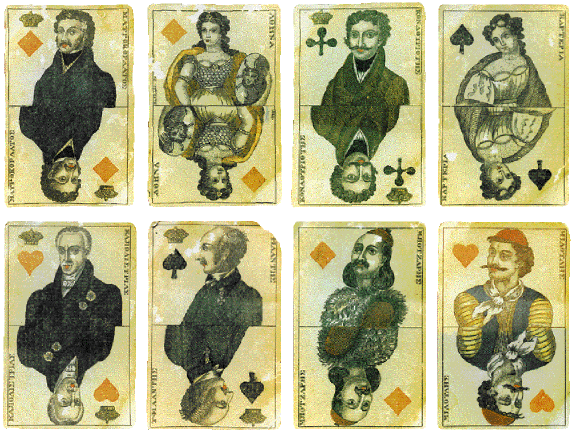
أوراق اللعب من عام 1829 تصور أبطال حرب الاستقلال اليونانية مع يبسيلانتيس باعتباره ملك البستوني. المتحف التاريخي والإثنولوجي لأثينا.

في عام 1820، وبناءً على رفض الكونت إيوانيس كابودستردياس، وزير الخارجية الروسي، قبول منصب زعيم المجتمع الودي، عُرض المنصب على يبسيلانتيس، الذي تم انتخابه بعد ذلك كزعيم للجمعية السرية. بعد ذلك، قام بتجهيز واعتماد الخطة العامة لحرب الاستقلال اليونانية، والتي تمت مراجعتها خلال مايو 1820 في بوخارست، بمشاركة قادة المتمردين من البر الرئيسي لليونان.
النقاط الرئيسية للخطة كانت:
- للمساعدة في تمرد الصرب والمونتينيغريون في وقت واحد.
- لإثارة تمرد في والاشيا، من خلال تجنيد المتمردين من الأراضي الصربية، الذين تم تشديدهم في المعركة من الانتفاضتين الصربية الأولى والثانية.
- لإثارة الاضطرابات المدنية في القسطنطينية من خلال الاستعانة بوكلاء، وحرق الأسطول العثماني في ميناء المدينة.
- لبدء الثورة في اليونان في بيلوبونيز، بعد وصول يبسيلانتيس هناك.

أصدر يبسيلانتيس إعلانًا في 8 أكتوبر 1820، أعلن فيه أنه سيبدأ قريبًا ثورة ضد الدولة العثمانية. بدأ يبسيلانتيس تصريحه بالإشادة باليونان القديمة، فكتب: «لتنظر عينيك نحو البحار التي يغطيتها أبناء عمومتنا البحريون، مستعدون لأن نحذو حذو سلاميس. انظر إلى الأرض، وفي كل مكان سترى ليونيداس في رأس وطنيي أسبرطة». كما استطرد يبسيلانتيس قائلًا إن اليونانيين لم يكونوا بحاجة إلى مساعدة خارجية لأنهم يستطيعون هزيمة الأتراك بأنفسهم قبل أن يستمر في القول إن الدعم الروسي مضمون.

## حملة في مولدافيا والاشيا

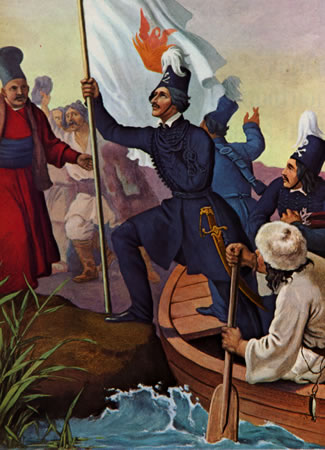
ألكسندروس يبسيلانتيس يعبر بروت بواسطة بيتر فون هس، متحف بيناكي في أثينا.

سارع يبسيلانتيس في تسريع التمرد في والاشيا وشارك شخصيًا فيه لأن المعلومات المتعلقة بوجود وأنشطة المجتمع الودي قد تسربت إلى السلطات العثمانية. كان لبدء الثورة في إمارة الدانوب فائدة إضافية تتمثل في كونهم مستقلين تحت السيادة المشتركة لروسيا والدولة العثمانية، لم يكن لديهم حاميات عثمانية، بينما كان يحق للقادة المحليين بدورهم الاحتفاظ بحاشيات مسلحة صغيرة لحمايتهم. من الناحية القانونية، لا يستطيع العثمانيون نقل قواتهم إلى والاشيا أو مولدافيا دون إذن روسيا، وإذا أرسل العثمانيون قواتهم من جانب واحد، فقد تخوض روسيا الحرب. كان هوسبودار (حاكم) مولدافيا، مايكل سوتسوس، يونانيًا من عائلة الفانار وكان عضوًا في جماعة المجتمع الودي، ولكن في الوقت نفسه، كان سوتسوس انتهازيًا قام بالتحوط من رهاناته عن طريق إبلاغ الباب العالي سرًا بالغزو المخطط. ولذلك، وفي 22 فبراير 1821 (بالتقويم القديم) أو 25 مارس (بالتقويم الجديد)، وبرفقة العديد من الضباط اليونانيين الآخرين في الخدمة الروسية، عبر يبسيلانتيس نهر بروت في سكوليني إلى الإمارات. وبعد ذلك بيومين، أصدر في ياش إعلانًا أعلن فيه أنه يحظى «بدعم قوة عظمى» (أي روسيا).
كان يبسيلانتيس يأمل في أن تؤدي الثورة في النهاية إلى التدخل الروسي: بما أن العثمانيين سيضطرون لغزو وقمع التمرد، فإن الروس الأرثوذكس سيتدخلون بالتأكيد لصالح إخوانهم الأرثوذكس. وفي هذا الأمل، كان هناك ما يبرره، حيث أدى التمرد اليوناني في النهاية إلى الحرب الروسية التركية لعام 1828 حيث سار الجنود الروس إلى ضواحي القسطنطينية وأجبروا السلطان على الاعتراف بالحكم الذاتي للدولة اليونانية الجديدة. ومع ذلك، وفي عام 1821، كان القيصر ألكسندر لا يزال عضوًا ملتزمًا في التحالف المقدس، وتصرف بسرعة لينأى بنفسه عن يبسيلانتيس: لقد شجب الكونت كابوديستريا يبسيلانتيس لإساءة استخدام ثقة القيصر، وجرده من رتبته وأمره بإلقاء السلاح. وبعد فترة وجيزة، اضطر كابوديستريا نفسه إلى الحصول على «إجازة غير محددة» من منصبه.
شجعت هذه التحركات الأتراك، الذين بدأوا في تجميع عدد كبير من القوات لقمع التمرد في والاشيا. سار يبسيلانتيس من ياشي إلى بوخارست، في محاولة لتجنيد المتطوعين. كان يبسيلانتس يعاني من نقص دائم في المال وقد نهب رجاله المنطقة. وفي غالاتس، قام أحد ضباطه، فاسيليوس كارافياس، بقتل التجار الأتراك المحليين لزيادة الأموال، وفي ياشي قُتل حرس عثماني محلي من 50 رجلًا بعد استسلامهم وتلقيهم وعودًا بأن حياتهم لن تكون بخطر. وفي ذلك الوقت تم تشكيل الفرقة المقدسة، والتي ضمت متطوعين يونانيين شباب من جميع أنحاء أوروبا. تقدم يبسيلانتيس ببطء، ولم يدخل والاشيا حتى أوائل أبريل، وفي ذلك الوقت كان تيودور فلاديميرسكو قد استولى على بوخارست. نشأت مشكلة أخرى عندما وضع البطريرك غريغوريوس لعنة على يبسيلانتيس كعدو للديانة الأرثوذكسية، ودعا المؤمنين الحقيقيين إلى البقاء مخلصين للسلطان، وشجب يبسيلانتيس «لعمله الفاسد والفاقد والأحمق».
وفي بوخارست، حيث كان قد وصل بعد تأخير عدة أسابيع، أصبح من الواضح أن أنه لا يمكنه الاعتماد على ثورة والاشيا للحصول على مساعدة القضية اليونانية. لقد تم استقبال يبسيلانتيس بثقة معدومة من قبل زعيم باندور تودور فلاديميريسكو، الذي سمي حليفًا للمجتمع الودي، والذي بدأ التمرد باعتباره خطوة لمنع إسكارلت الكليماشي من الوصول إلى العرش في بوخارست، في حين حاول الحفاظ على العلاقات مع كل من روسيا والعثمانيين. وبشكل أكثر جوهرية، اعتمد يبسيلانتيس والقادة اليونانيون الآخرون على دعم الوالاشيين والمولدافيين، على أساس إيمانهم المسيحي الأرثوذكسي المشترك، وقلل من الاستياء المتزايد من الهيمنة اليونانية في الإمارات خلال عصر الفناريين وأول التحركات لما سيصبح القومية الرومانية.
علاوة على ذلك، اعتبر فلاديميرسكو التخلي الروسي عن يبسيلانتيس بمثابة إعفائه من أي التزام آخر تجاه المجتمع الودي. نتيجة لذلك، اندلع صراع داخل معسكر فلاديميرسكو. وفي النهاية، حوكم فلاديميرسكو بإجراءات موجزة وأعدم من قبل الفصيل الموالي لليونان والمجتمع الودي.

علم الفرقة المقدسة التابعة ليبسيلانتيس

وفي غضون ذلك، عبر العثمانيون نهر الدانوب ب30 ألف جندي تكتيكي، بينما تراجع يبسيلانتيس، بدلًا من التقدم في برايلا، حيث يمكن القول أنه كان بإمكانه منع دخول الجيوش العثمانية إلى الإمارات وربما أجبر روسيا على قبول الأمر الواقع والتراجع والتنظيم. كان دفاعه في منطقة شبه جبلية بالقرب من ياش. تبع ذلك سلسلة من المعارك الكبرى التي أدت إلى هزيمة قوات المجتمع الودي، وبلغت ذروتها في الهزيمة النهائية في دراغاشاني في 19 يونيو. وبعد مسيرة طويلة تحت المطر، كان جيش يبسيلانتيس منهكًا، لكن كارافياس، الذي كان مخمورًا، قاد الفرقة المقدسة في هجوم ضد العثمانيين. ونظرًا لأن رجال الفرقة المقدسة كانوا عديمي الخبرة وغير مدربين فهم لم يشكلوا مربعات، وهو ما كان من شأنه أن يسمح لهم بما يكفي من القوة النارية معًا، لم يجد سلاح الفرسان العثماني صعوبة في القضاء على المتمردين.

بعد الهزيمة، هرب يبسيلانتيس شمالًا. رفض يبسيلانتيس في تصريحه النهائي لرجاله تحمل المسؤولية عن فشله وألقى باللوم على رجاله في كل إخفاقاته، حيث كتب:
«أيها الجنود! لا! لن ألوث هذا الاسم المقدس والشريف بعد الآن بتطبيقه عليك. أنتم رعاع جبناء!... لقد حنثتم بقسمكم، وخنتم الرب وبلدكم، وخنتوني أيضًا في في اللحظة التي تمنيتُ فيها إما الغزو أو الموت بشرف بينكم ... اهربوا إلى الأتراك، الذين هم وحدهم الذين يستحقون دعمكم ... اهربوا إلى الأتراك، وقبلوا أيديهم التي لا تزال تتساقط منها دماء الذين ذبحوا بطريقة غير إنسانية. نعم، اهربوا إليهم، واشتروا العبودية بحياتكم وبشرف زوجاتكم وأطفالكم!»
 أطلق جيش يبسيلانتيس صيحات الاستهجان عليه عندما قرأ هذا الإعلان.

## اللجوء
انسحب يبسيلانتيس، برفقة ما تبقى من أتباعه، إلى رمنيك، حيث أمضى عدة أيام في التفاوض مع السلطات النمساوية للحصول على إذن بعبور الحدود. وخوفًا من أن يسلمه أتباعه المهزومون إلى الأتراك، صرح بأن النمسا أعلنت الحرب على تركيا، وتسبب في غناء تي ديوم في كنيسة كوزيا، وبذريعة ترتيب الإجراءات مع القائد النمساوي، فقد عبر الحدود. لكن السياسات الرجعية للتحالف المقدس تم فرضها من قبل فرانتس الثاني وكليمنس فون مترنيش، ورفضت البلاد منح اللجوء لقادة الثورات في البلدان المجاورة. ظل يبسيلانتيس في الحبس الشديد لمدة سبع سنوات (1823 إلى 1827 في تيريزين)، حتى أطلق سراحه بضغط من إمبراطور روسيا نيكولاي الأول.

## الموت

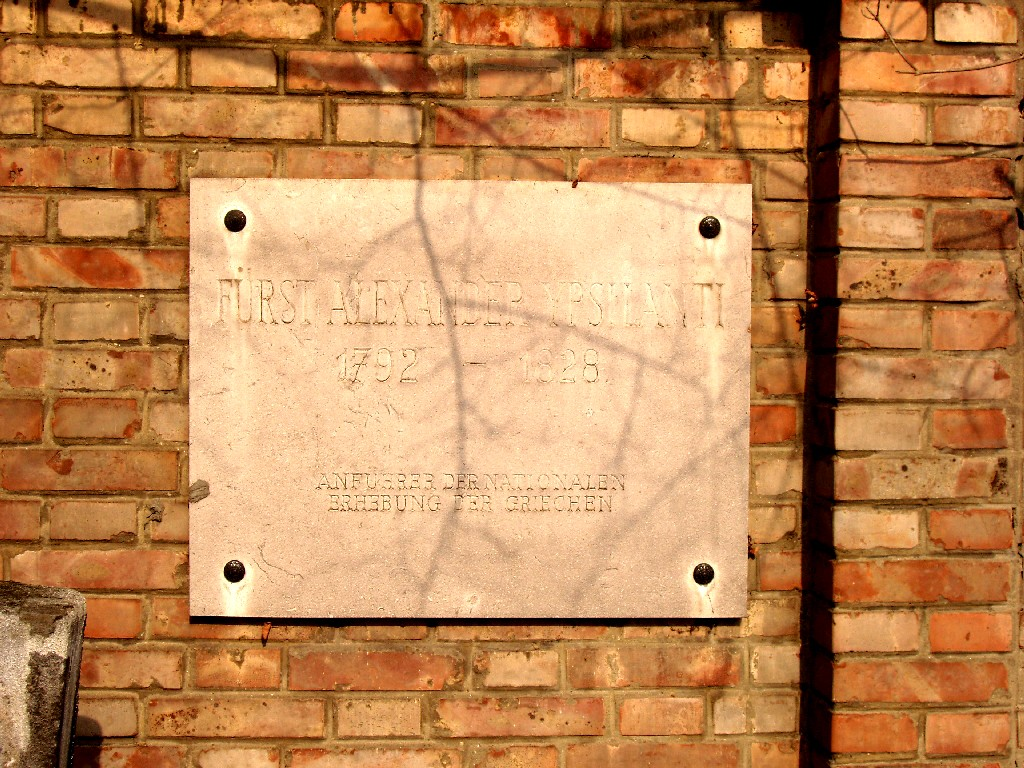
لوحة تذكارية في مقبرة القديس ماركس في فيينا

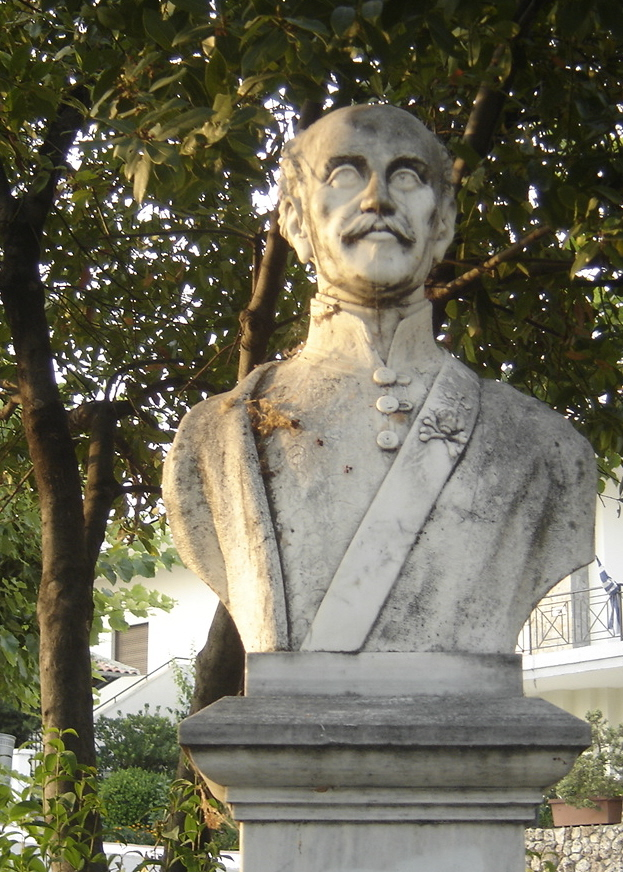
تمثال نصفي لألكسندروس يبسيلانتيس في نيا ترابيزونتا، بيريا

بعد إطلاق سراحه، تقاعد إلى فيينا، حيث توفي في فقر مدقع وبؤس في 29 يناير 1828. تم تحقيق رغبته الأخيرة في إزالة قلبه من جسده وإرساله إلى اليونان بواسطة جورجيوس لاسانيس، وهو الآن في أمليون في أثينا. مظهوه وروايات حياته تشير إلى أنه مصاب بضمور عضلي، وهو اضطراب خلقي متعدد الأنظمة.
تم دفن جثته في الأصل في مقبرة القديس ماركس. بعد ذلك بوقت طويل، في 18 فبراير 1903، تم نقل رفاته من قبل أفراد عائلته إلى ملكية يوبسيلانتي-سينا، في Schloss Rappoltenkirchen، بسيغارتسكيرشن في النمسا. حدثت آخر عملية نقل له في أغسطس 1964، عندما تم نقله أخيرًا إلى كنيسة Taxiarches في بيديون تو أريوس بأثينا في اليونان، بعد 136 عامًا من وفاته.
تم تسمية بلدة يوبسيلانتي بولاية ميشيغان في الولايات المتحدة تكريمًا له. وفي وقت لاحق، سميت مدينة يبسيلانتي، الواقعة داخل البلدة، على اسم شقيقه ديمتريوس.